# Pontinus nematophthalmus
Pontinus nematophthalmus är en fiskart som först beskrevs av Albert Günther, 1860.  Pontinus nematophthalmus ingår i släktet Pontinus och familjen Scorpaenidae. Inga underarter finns listade i Catalogue of Life.